# 湯紹中
湯紹中（16世紀—17世紀），字漁公，號恪素、長潛山人，江西建昌府南豐縣人，明朝政治人物。

## 生平
湯紹中是嘉靖四十年舉人湯邦翰之子，崇禎十五年（1642年）中舉人，次年（1643年）聯捷進士。當時館選只限五十以下，有人勸他將年齡報細，他拒絕，於是獲授行人，次年（1644年）轉為禮部主事；其後辭官遊覽山水，八十六歲時去世，得在忠孝祠奉祀，有著作《大易注鈔》藏於家。
其子湯來賀是崇禎十三年的進士，南明年間曾積極抗清。

## 引用
1. 1 2  同治《南豐縣志·卷二十四·人物》：湯紹中，字漁公，號恪素。性至孝，事兄敬中、裕中如嚴師，平生懿行無間鄉里。崇正癸未成進士，時館選限五十以上者不得與，或勸紹中減年以應，紹中不可，授行人。明年即家起禮部主事，不就，優游林壑，自號長潛山人。卒年八十六歲，祀忠孝祠，著有《大易注鈔》藏於家。 省志
2. ↑  同治《南豐縣志·卷二十·選舉》：湯紹中 十五年（舉人），邦翰子，聯捷進士
3. ↑  錢海岳《南明史·卷五十六·列傳第三十二》：湯來賀，字佐平，南豐人。父紹中，字恪素，崇禎十六年進士。授行人，遷禮部主事。篤於孝友，卒年八十六。